# Adalbertstraße 106 (München)

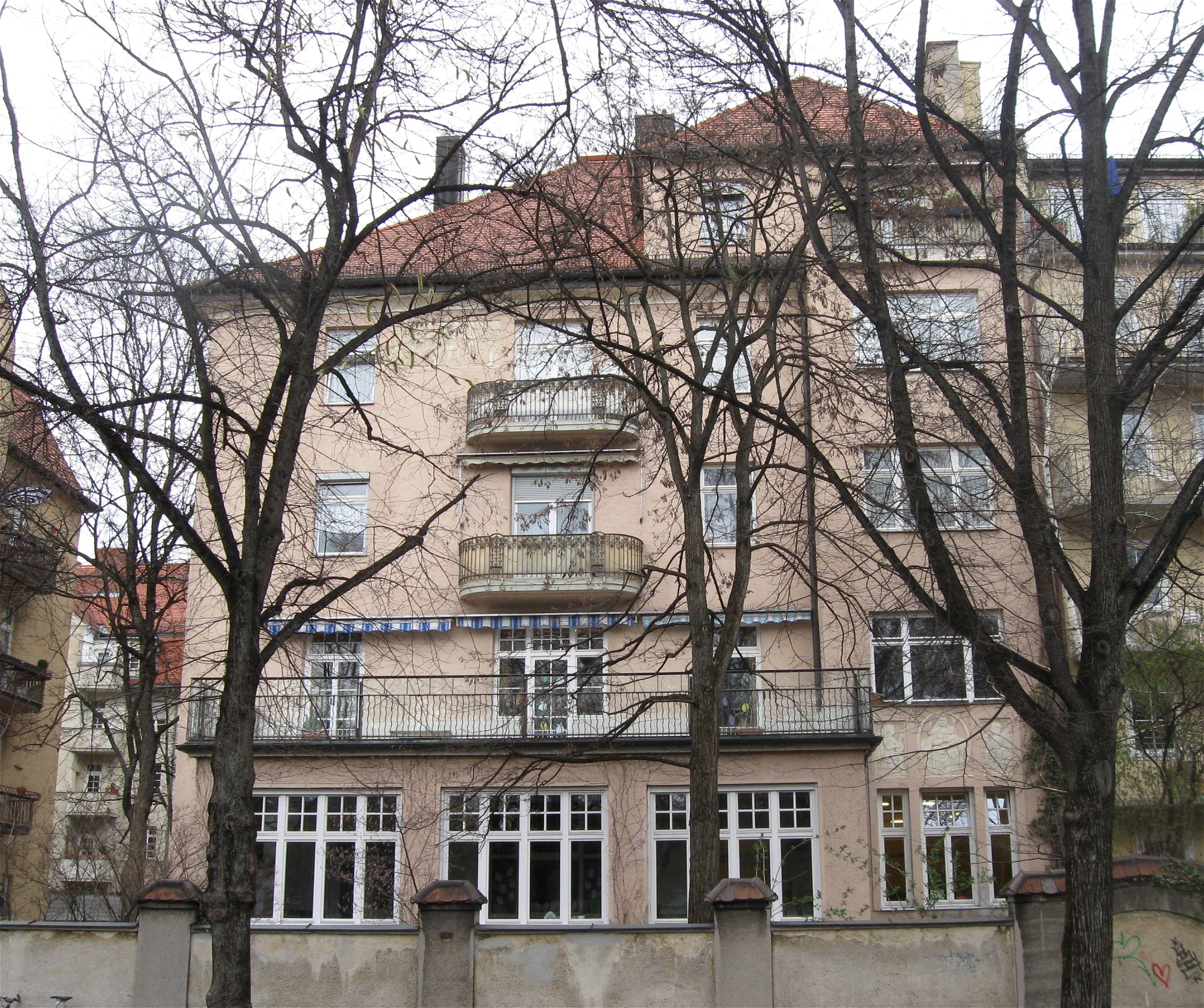
Haus Adalbertstraße 106 in München

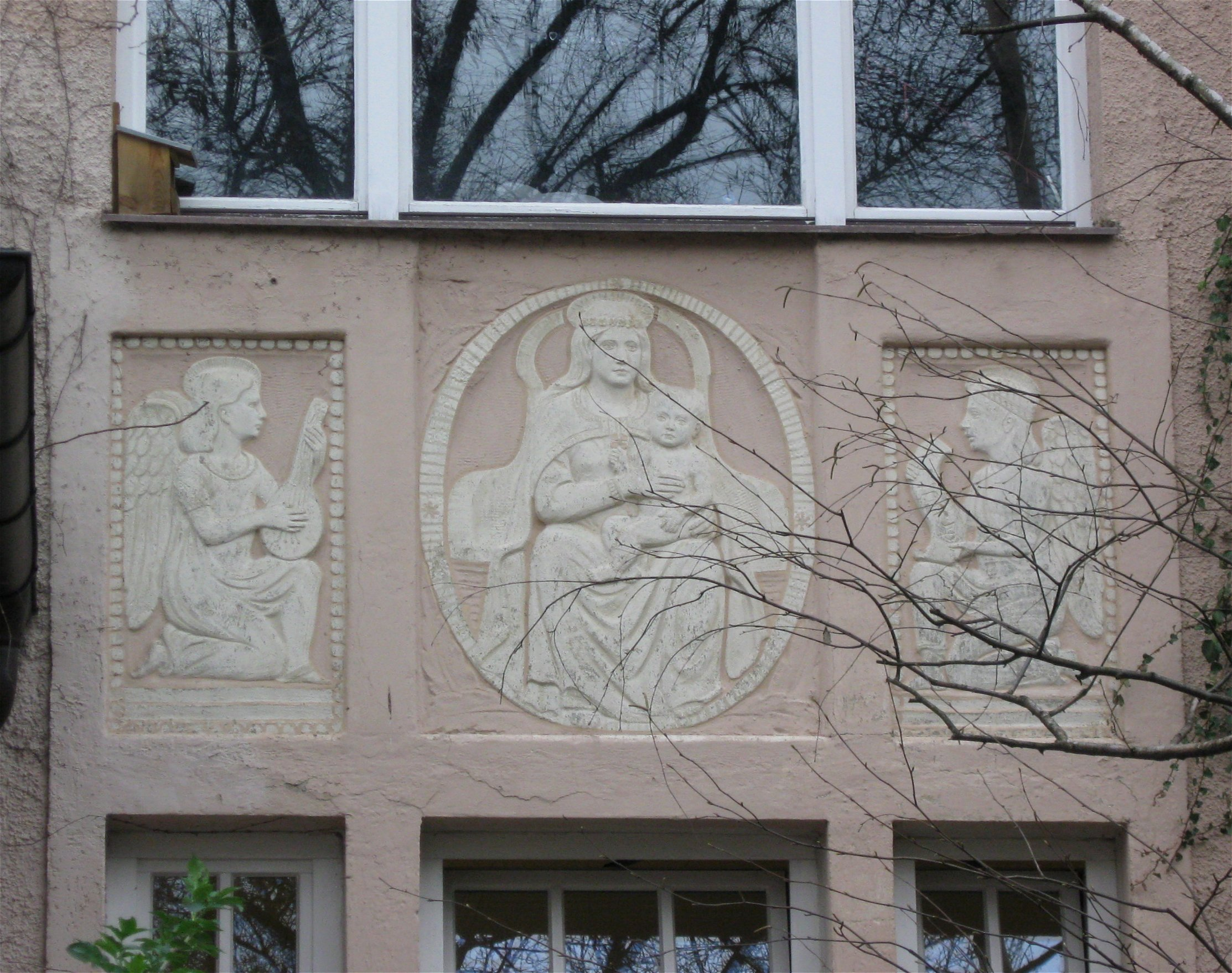
Flachreliefs mit Maria und Jesuskind, gerahmt von Engeln

Das Gebäude Adalbertstraße 106 im Stadtteil Maxvorstadt der bayerischen Landeshauptstadt München ist ein geschütztes Baudenkmal.

## Beschreibung
Der viergeschossige Jugendstilbau in der Adalbertstraße wurde von Paul Liebergesell und Feodor Lehmann 1902 bis 1904 für den „Krippenverein München links der Isar“ errichtet. Er wurde als Säuglings-Bewahr-Anstalt St. Josef erbaut, wobei heute noch zwei Geschosse als Kinderkrippe genutzt werden. Nach dem Zweiten Weltkrieg übernahm die Landeshauptstadt München die Leitung der Kinderkrippe. Das Gebäude mit  Walmdach besitzt Flachreliefs mit der Darstellung von Maria und dem Jesuskind, gerahmt von zwei Engeln. Im Jahr 1956 erfolgte der Umbau des Hauses. Die Einfriedung mit Vorgartentor stammt aus der Entstehungszeit.